# Усачёв, Вячеслав Павлович
Вячеслав Павлович Усачёв — советский хозяйственный, государственный и политический деятель.

## Биография
Родился в 1923 году в Землянске. Член КПСС.
Участник Великой Отечественной войны. С 1946 года — на хозяйственной, общественной и политической работе. В 1946—1988 гг. — первый секретарь Землянского районного комитета ВЛКСМ, заведующий отделом пропаганды и агитации Землянского районного комитета партии, лектор, заведующий сектором агитмассовой работы, заместитель заведующего, заведующий отделом пропаганды и агитации, секретарь по идеологическим вопросам Воронежского областного комитета КПСС, заместитель министра высшего и среднего специального образования РСФСР.
Делегат XXIII съезда КПСС.
Умер в Москве в 1998 году.